# Sälholmarna
Sälholmarna är skär i Åland (Finland). De ligger i Skärgårdshavet och i kommunen Lemland i landskapet Åland, i den sydvästra delen av landet. Öarna ligger omkring 16 kilometer sydöst om Mariehamn och omkring 270 kilometer väster om Helsingfors. 
Arean för den av öarna koordinaterna pekar på är 3,3 hektar och dess största längd är 330 meter i sydväst-nordöstlig riktning.
Närmaste större samhälle är Mariehamn, 16,6 km nordväst om Sälholmarna.